# Арнем
Арнем (хол. Arnhem, локални дијалект Èrnem, слушајⓘ) је град и општина у Холандији на доњој Рајни. Град има 142.638 становника (подаци из 2007) и главни је град провинције Хелдерланд. Заједно са оближњим градом Најмегеном, Арнем чини англомерацију са 722.181 становника.

## Историја
Арнем је добио градске привилегије 1233. У 15. веку град је имао око 4000 становника и био је опасан градским зидинама и кулама. Арнем се придружио Ханзеатској лиги 1443.
Од 1672. до 1674. и од 1795. до 1813. Арнхемом су владали Французи.
Године 1850. у Арнему је живело око 9.000 становника. У ово доба Арнем и Најмеген су били омиљено место за одмор богатих из западних холандских провинција. Тада су засађени велики пракови због којих и данас град има надимак „Град паркова“.
У Другом светском рату град је тешко разорен. Битка за мост у Арнему (Операција Маркет гарден), септембра 1944, била је једна од последњих битака рата. После битке, немачка војска је натерала 95.000 становника да напусти град.
Дана 16. септембра 1978. мост на Рајни је добио име Мост Џона Фроста, по британском официру који је командовао батаљоном у бици 1944. Његова јединица је четири дана битке успевала да се одржи на северној страни моста.
Град је после рата поново изграђен и проширен.
Арнем је једини град у Холандији који има тролејбуску мрежу градског саобраћаја.

## Становништво
Према процени, у граду је 2008. живело 138.154 становника.
| 1980.   | 1990.   | 2000.   | 2008.   |
| ------- | ------- | ------- | ------- |
| 127.846 | 130.220 | 138.154 | 143.495 |

## Партнерски градови
- Вухан
- Кројдон
- Гера
- Храдец Кралове